# Diplostachyum eatonii
Diplostachyum eatonii là một loài dương xỉ trong họ Selaginellaceae. Loài này được Hieron. ex Small Small mô tả khoa học đầu tiên năm 1938.